# Шалаевка (Ростовская область)
Шалаевка — село в Кашарском районе Ростовской области.
Входит в состав Киевского сельского поселения.

## География
Территория села располагается вдоль реки Большой. Ее пересекают балки Сухая, Маленькая, Липовая, Кадамовка, Настина, Назарова и Никольцева.

### Улицы
- ул. Заречная,
- ул. Князева,
- ул. Молодёжная,
- ул. Суворовская,
- ул. Шулейкинская,
- пер. Заводской,
- пер. Тихий.

## История
На современной территории села Шалаевка, раньше располагались хутора и земельные участки у которых были разные владельцы. Речь идет о хуторе Князеве, Шалаевке, Суворове, Шулейкине и Луганке. Исторические источники свидетельствуют, что изначально поселок носил название Шелаевка, а не Шалаевка. Населенный пункт входил в состав Шалаевской, а затем и Верхне-Большинской волости Донецкого округа Области войска Донского.
На территории Шалаевки существовали войсковые и крестьянские земли. Старшинами в Верхне-Большинской волости, к которой относилась Шалаевка, были такие крестьяне, как Иван Данилович Горгулев, Андрей Ильич Стецурин, Андрей Онисимович Козырев и многие другие. Согласно сохранившимся данным, старшины менялись раз в несколько лет. По свидетельствам источников, которые относятся к периоду 1817—1823 годов, в поселке числился 26 дворов, 87 мужчин и 87 женщин. В ведомостях 1868 года упоминается крестьянский поселок Шалаевка, расположенный при реке Большой. В нем насчитывалось 63 двора, 206 жителей мужского пола и 205 жителей женского пола. В этом месте располагалось управление Шелаевской волости. При проведении подворной переписи жителей Донской области в 1873 году, в поселке Шалаевском значилось 78 дворов. В них проживало 295 мужчин и 261 женщина. На расстоянии 1 версты от поселка располагалась Шалаевская почтовая станция. На территории Шалаевской волости также значатся поселения на реке Большой: был участок, принадлежащий полковнику Иосифу Суворому. На расстоянии 120 верст от станции располагалось 9 изб, в них проживало 30 мужчин и 39 женщин.
Спустя время земля села Шалаевка перешла в собственность жены Иосифа Суворова — Феодосии Ивановны и их детям: Евдокии, Ивану, Марии и Анне. Дочери вышли замуж, и семья Суворовых породнилась с семьями Титовых и Бонч-Осмоловских, которым также по наследству достались земельные участки. Муж Анны, Федор Александрович Бонч-Осмоловский, которому от супруги досталась часть земли села Шалаевка, продал этот участок крестьянам. По данным 1903 года Варвара Васильевна Суворова владела 556 десятинами земли.
При селе работала почтовая станция. Там происходила отправка корреспонденции и ее прием. На станции было 10 лошадей. В 1914—1915 годах начальником почтовой станции был Иван Сафронович Леонов.
Среди жителей села были люди разного социального и материального статуса. У некоторых были деньги и земельные наделы, но преимущественная часть населения жила бедно. У рядового крестьянина было пару быков, корова и земельный надел, который составлял 5-7 десятин. Такое количество земли не позволяло вырастить хороший урожай. Многие работали с середины весны и до января в наймах. После революции 1917 года земли у зажиточных крестьян были конфискованы, и розданы бедным. Должности сельских старост и волостных старшин ликвидировали. Начали организовываться комитеты бедноты.
После 1917 года в Шалаевке организовали начальную школу, в которой обучение длилось 4 класса. Затем появилась 7 и 8 летняя школа. Многие люди погибли в 1921 и 1922 годах из-за голода и болезней. Затем на территории села был организован колхоз имени Кирова, его председателем стал Зиновьев.
В 1926 году была проведена перепись. По ее итогам видно, что Шалаевский сельский совет был частью Кашарского района Донецкого округа. В 1930—1932 годах существовал колхоз «Новая деревня». Спустя время, там была основана Шалаевская машинно-тракторная станция. В ее задачи входило обслуживание колхозов сельскохозяйственной техникой. По состоянию на 1934 год Шалаевский сельский совет входил в состав Киевского района. С июня по 22 декабря 1942 года территория села была оккупирована немцами. В 1964 году стала производиться денежная оплата труда. В селе появилось электричество, стали строиться новые дома и закупаться техника. В 1990—2000 годах сельское хозяйство переживало тяжелый период. Закрылись свинофермы и птицефермы, перестали работать молочно-товарные фермы. В 2003 году колхоз имени Кирова объявили банкротом, многое было распродано. В 2004 году было образовано муниципальное образование «Киевское сельское поселение» в состав которого вошло село Шалаевка.

## Население
| 2010 |
| ---- |
| 201  |

### Известные уроженцы
- Гриценко, Анатолий Иванович (1936—2007) — русский советский поэт.